# Minuskel 92
Minuskel 92 (in der Nummerierung nach Gregory-Aland), A12 (von Soden) ist eine griechische Minuskelhandschrift des Neuen Testaments auf 141 Pergamentblättern (26 × 20 cm). Mittels Paläographie wurde das Manuskript auf das 10. Jahrhundert datiert. Es ist vollständig.

## Beschreibung
Die Handschrift enthält den Text des Evangeliums nach Markus. Er wurde einspaltig mit je 31–32 Zeilen geschrieben. Die Handschrift enthält Tabellen der κεφαλαια, τιτλοι, Bilder, Katene und scholia.

## Text
Der griechische Text des Kodex repräsentiert den byzantinischen Texttyp. Kurt Aland ordnete ihn in Kategorie V ein.

## Geschichte
Die Handschrift gehört im Jahr 1485 Johannes Camerarius, dem Bischof von Worms. Später gehörte sie Andreas Faesche in Basel.
Sie wurde durch Johann Jakob Wettstein und John William Burgon untersucht.
Der Kodex befindet sich seit 1773 in der Universitätsbibliothek Basel in Basel (O II 27).